# Anni 40
Gli anni 40 sono il decennio che comprende gli anni dal 40 al 49 inclusi.

## Eventi, invenzioni e scoperte
- 41: a causa dei suoi eccessi e delle sue stravaganze, l’imperatore Caligola viene assassinato dalla guardia pretoriana. Gli succede il senatore Claudio.